# Ramón Osni Moreira Lage
Ramón Osni Moreira Lage, mais conhecido como Ramón, (Nova Era, 24 de maio de 1988) é um futebolista brasileiro. Atualmente está sem clube.

## Carreira
Foi revelado pelo Atlético Mineiro. Iniciou sua carreira nos profissionais muito cedo, aos 17 anos, em 2005. Após uma série de boas atuações, transferiu-se para o Corinthians, clube que, à época, tinha parceria com a empresa MSI, o que o levava a comprar o passe de jovens que surgiam bem, tal como o exemplo de Renato, que foi junto com Ramón para o clube paulista, e Bruno, que também atuava que pelo clube mineiro, mas teve como destino o Flamengo.
Realizou poucas partidas pelo Corinthians em todo o ano de 2006. No início de 2007, a MSI acabou vendendo seu passe para o CSKA Moscou.

### Flamengo
No dia 21 de janeiro de 2010, o Flamengo formalizou a contratação do meia, por empréstimo, que revezou a posição com o sérvio Petković.

### Bahia
Em 2011 Ramón começou bem e logo conquistou a torcida tricolor, mas fatores extracampo o fizeram pedir dispensa do clube no dia 3 de maio. Pelo clube baiano, Ramón atuou em 13 partidas e marcou três gols.

### Volta ao CSKA
Após rescindir com o Bahia, Ramón voltou ao CSKA Moscovo, clube detentor dos seus direitos federativos, onde realizou sua última partida oficial em outubro de 2011.

### Náutico
Em fevereiro de 2012 assinou com o Náutico. 

### Remo
Em 15 de Janeiro de 2013 foi confirmado como principal reforço para a temporada do Clube do Remo. O jogador assinou contrato de 2 anos com o clube paraense, que se tornou dono de 30% dos direitos econômicos do atleta.

### Brasiliense
Acertou em 2014, com o Brasiliense.

### Barretos
Ramón foi anunciado como reforço do Barretos Esporte Clube para a disputa do Campeonato Paulista da Série A3.

## Títulos
CSKA
- Supercopa da Rússia: 2007, 2009
- Copa do Primeiro Canal: 2007

Seleção Brasileira
- Campeonato Sul-Americano Sub-17: 2005